# Creeting St Peter
Creeting St Peter är en by och en civil parish i Mid Suffolk i Storbritannien. Den ligger i grevskapet Suffolk och riksdelen England, i den sydöstra delen av landet, 110 km nordost om huvudstaden London. Orten har 275 invånare (2011).
Kustklimat råder i trakten. Årsmedeltemperaturen i trakten är 9 °C. Den varmaste månaden är juli, då medeltemperaturen är 18 °C, och den kallaste är december, med 0 °C.